# Нова Леванте
Нова Леванте (итал. Nova Levante) је насеље у Италији у округу Болцано, региону Трентино-Јужни Тирол.
Према процени из 2011. у насељу је живело 1480 становника. Насеље се налази на надморској висини од 1148 м.

## Становништво
Према резултатима пописа становништва 2011. у општини је живело 1.903 становника.
| 1931. | 1936. | 1951. | 1961. | 1971. | 1981. | 1991. | 2001. | 2011. |
| ----- | ----- | ----- | ----- | ----- | ----- | ----- | ----- | ----- |
| 1.196 | 1.173 | 1.252 | 1.372 | 1.527 | 1.648 | 1.712 | 1.825 | 1.903 |